# 6-й фронт (Япония)
Шестой фронт (яп. 第6方面軍 Дай-року хо:мэнгун) — группировка сухопутных войск японской императорской армии, находившаяся в центральном Китае с 1944 по 1945 годы.
6-й фронт был сформирован 25 августа 1944 года после того, как основные цели операции «Ити-Го» в Центральном Китае были достигнуты. Основные боевые части были перебазированы на юг, а резервные и гарнизонные части на оккупированной территории между реками Янцзы и Хуанхэ были сведены в 6-й фронт, подчинённый Экспедиционной армии в Китае. В боевых действиях войска фронта участия практически не принимали, и после капитуляции Японии в августе 1945 года были демобилизованы.

## Список командного состава

### Командующие
|   | Имя                      | С               | По              |
| - | ------------------------ | --------------- | --------------- |
| 1 | Генерал Ясудзи Окамура   | 25 августа 1944 | 22 ноября 1944  |
| 2 | Генерал Наодзабуро Окабэ | 22 ноября 1944  | 15 августа 1945 |

### Начальники штаба
|   | Имя                            | С               | По              |
| - | ------------------------------ | --------------- | --------------- |
| 1 | Генерал-майор Сюити Миядзаки   | 25 августа 1944 | 12 февраля 1945 |
| 2 | Генерал-майор Ясуо Каракава    | 12 февраля 1945 | 23 апреля 1945  |
| 3 | Генерал-майор Садатакэ Накаяма | 23 апреля 1945  | 15 августа 1945 |